# Hoài Ninh
Hoài Ninh (chữ Hán giản thể: 怀宁县, Hán Việt: Hoài Ninh huyện) là một huyện của địa cấp thị An Khánh, tỉnh An Huy, Cộng hòa Nhân dân Trung Hoa. Huyện này có diện tích 1543 km², dân số 790.000 người, mã số bưu chính 246100, huyện lỵ đóng tại trấn Cao Hà. Về mặt hành chính, huyện Hoài Ninh được chia thành 16 trấn và 7 hương. 
- Trấn: Thạch Bài, Nguyệt San, Cao Hà, Hồng Phố, Trà Lĩnh, Kim Củng, Tam Kiều, Hoàng Đôn, Giang Trấn, Tiểu Thị, Tịch Thụ, Hoàng Long, Công Lĩnh, Hải Khẩu, Bình Sơn, Mã Miếu.
- Hương: Tú San, Thanh Hà, Lôi Phu, Lương Đình, Ngũ Hoành, Thạch Kính.

## Khí hậu
| Dữ liệu khí hậu của Hoài Ninh (1991–2020 normals) | Dữ liệu khí hậu của Hoài Ninh (1991–2020 normals) | Dữ liệu khí hậu của Hoài Ninh (1991–2020 normals) | Dữ liệu khí hậu của Hoài Ninh (1991–2020 normals) | Dữ liệu khí hậu của Hoài Ninh (1991–2020 normals) | Dữ liệu khí hậu của Hoài Ninh (1991–2020 normals) | Dữ liệu khí hậu của Hoài Ninh (1991–2020 normals) | Dữ liệu khí hậu của Hoài Ninh (1991–2020 normals) | Dữ liệu khí hậu của Hoài Ninh (1991–2020 normals) | Dữ liệu khí hậu của Hoài Ninh (1991–2020 normals) | Dữ liệu khí hậu của Hoài Ninh (1991–2020 normals) | Dữ liệu khí hậu của Hoài Ninh (1991–2020 normals) | Dữ liệu khí hậu của Hoài Ninh (1991–2020 normals) | Dữ liệu khí hậu của Hoài Ninh (1991–2020 normals) |
| Tháng                                             | 1                                                 | 2                                                 | 3                                                 | 4                                                 | 5                                                 | 6                                                 | 7                                                 | 8                                                 | 9                                                 | 10                                                | 11                                                | 12                                                | Năm                                               |
| ------------------------------------------------- | ------------------------------------------------- | ------------------------------------------------- | ------------------------------------------------- | ------------------------------------------------- | ------------------------------------------------- | ------------------------------------------------- | ------------------------------------------------- | ------------------------------------------------- | ------------------------------------------------- | ------------------------------------------------- | ------------------------------------------------- | ------------------------------------------------- | ------------------------------------------------- |
| Trung bình ngày tối đa °C (°F)                    | 7.9 (46.2)                                        | 10.8 (51.4)                                       | 15.5 (59.9)                                       | 21.9 (71.4)                                       | 26.8 (80.2)                                       | 29.3 (84.7)                                       | 32.4 (90.3)                                       | 32.1 (89.8)                                       | 28.2 (82.8)                                       | 23.2 (73.8)                                       | 17.0 (62.6)                                       | 10.5 (50.9)                                       | 21.3 (70.3)                                       |
| Trung bình ngày °C (°F)                           | 3.8 (38.8)                                        | 6.4 (43.5)                                        | 10.8 (51.4)                                       | 17.0 (62.6)                                       | 22.1 (71.8)                                       | 25.3 (77.5)                                       | 28.5 (83.3)                                       | 27.9 (82.2)                                       | 23.6 (74.5)                                       | 18.0 (64.4)                                       | 11.8 (53.2)                                       | 5.9 (42.6)                                        | 16.8 (62.2)                                       |
| Tối thiểu trung bình ngày °C (°F)                 | 0.8 (33.4)                                        | 3.0 (37.4)                                        | 7.2 (45.0)                                        | 13.0 (55.4)                                       | 18.3 (64.9)                                       | 22.1 (71.8)                                       | 25.3 (77.5)                                       | 24.7 (76.5)                                       | 20.2 (68.4)                                       | 14.2 (57.6)                                       | 8.0 (46.4)                                        | 2.5 (36.5)                                        | 13.3 (55.9)                                       |
| Lượng Giáng thủy trung bình mm (inches)           | 61.6 (2.43)                                       | 74.3 (2.93)                                       | 113.3 (4.46)                                      | 146.8 (5.78)                                      | 175.8 (6.92)                                      | 261.4 (10.29)                                     | 233.9 (9.21)                                      | 145.3 (5.72)                                      | 61.5 (2.42)                                       | 51.3 (2.02)                                       | 60.1 (2.37)                                       | 35.8 (1.41)                                       | 1.421,1 (55.96)                                   |
| Số ngày giáng thủy trung bình (≥ 0.1 mm)          | 10.4                                              | 11.0                                              | 13.6                                              | 13.0                                              | 12.5                                              | 13.3                                              | 12.3                                              | 11.6                                              | 7.6                                               | 7.7                                               | 8.5                                               | 8.0                                               | 129.5                                             |
| Số ngày tuyết rơi trung bình                      | 4.5                                               | 2.3                                               | 0.9                                               | 0                                                 | 0                                                 | 0                                                 | 0                                                 | 0                                                 | 0                                                 | 0                                                 | 0.3                                               | 1.6                                               | 9.6                                               |
| Độ ẩm tương đối trung bình (%)                    | 77                                                | 77                                                | 76                                                | 75                                                | 76                                                | 82                                                | 81                                                | 81                                                | 79                                                | 76                                                | 77                                                | 74                                                | 78                                                |
| Số giờ nắng trung bình tháng                      | 103.7                                             | 104.1                                             | 126.5                                             | 156.7                                             | 171.8                                             | 148.2                                             | 200.1                                             | 201.8                                             | 169.6                                             | 160.8                                             | 141.2                                             | 129.4                                             | 1.813,9                                           |
| Phần trăm nắng có thể                             | 32                                                | 33                                                | 34                                                | 40                                                | 40                                                | 35                                                | 47                                                | 50                                                | 46                                                | 46                                                | 45                                                | 41                                                | 41                                                |
| Nguồn: China Meteorological Administration        |                                                   |                                                   |                                                   |                                                   |                                                   |                                                   |                                                   |                                                   |                                                   |                                                   |                                                   |                                                   |                                                   |